# 袴田事件
袴田事件（はかまたじけん）は、1966年（昭和41年）6月30日に日本の静岡県清水市横砂（現：静岡市清水区横砂東町）の民家で発生した強盗殺人・放火事件。現場の家に住んでいた味噌製造会社専務の一家4人が殺害されて金品を奪われ、家に放火された。
同社の従業員だった袴田巌が逮捕・起訴され死刑判決が確定したが、後に再審で無罪が確定した冤罪事件、および真犯人が検挙されることなく公訴時効が成立した未解決事件でもある。日本弁護士連合会が支援していた。

## 概要
1966年6月30日、静岡県清水市の味噌加工工場の専務の自宅で、当時この家に暮らしていた一家5人のうち就寝中の4人が襲われ、全員が殺害された上で現金が盗まれ、自宅が放火され全焼した。
警察はこの工場の従業員だった袴田巌を別件で逮捕した上で殺人・放火などの容疑で再逮捕し、過酷な拷問や取り調べで自白を強要。味噌タンクを利用した証拠の偽造も行い、袴田を起訴する。起訴後、袴田は供述を一変させ冤罪を主張したが、最高裁までの裁判の末に1980年（昭和55年）に死刑の有罪判決が確定。袴田は死刑確定後の1981年（昭和56年）から2度の再審請求を行い、2014年（平成26年）3月、第2次再審請求審で静岡地裁が再審開始と、袴田の死刑および拘置の執行停止を決定し、袴田は釈放された。その後、検察側が東京高裁が2018年（平成30年）に再審開始決定を取り消し、再審請求を棄却したが、最高裁から2020年（令和2年）12月に同決定を取り消し、審理を同高裁に差し戻す決定が出された。
差し戻し後の審理で、東京高裁は2023年（令和5年）3月に静岡地裁の再審開始決定を支持する決定を出し、東京高検がそれに対する特別抗告を断念したため、翌2024年にかけて死刑確定事件としては戦後5件目となる再審公判が行われ、2024年9月26日の一審判決で無罪判決が言い渡され、その後、検察側が上訴権の放棄手続きを行ったことで袴田の無罪が確定した。
「袴田事件」という名称は1981年の再審請求後に広まった通称である。第2次再審請求で再審決定が出され、上記の強盗殺人事件の実行犯が袴田だとする判決が否定されており、報道などでは「袴田事件」の名称を使わなかったり、「通称・袴田事件」「いわゆる『袴田事件』」などの表記を用いる場合もある。静岡一家4人殺害事件、静岡県一家4人殺害事件という名称も用いられる。

## 被害者・事件現場
事件で殺害された被害者は、男性A（当時41歳）と妻B（当時38歳）、次女C（当時17歳：静岡英和女学院2年生）、長男D（当時14歳：市立袖師中学校3年生）の一家4人である。
事件現場は、静岡県清水市横砂651番地の1（現在の静岡市清水区横砂東町：位置座標）に所在していた被害者A一家の住宅である。この住宅は木造平屋建132 m2の住宅で、は旧東海道に面しており、東海道本線の線路に面した住宅の1軒西隣に建っていた。同宅に併設されていた土蔵は2023年3月時点でも事件当時のまま残っており、その外壁には焦げ跡の黒い煤が残されている。

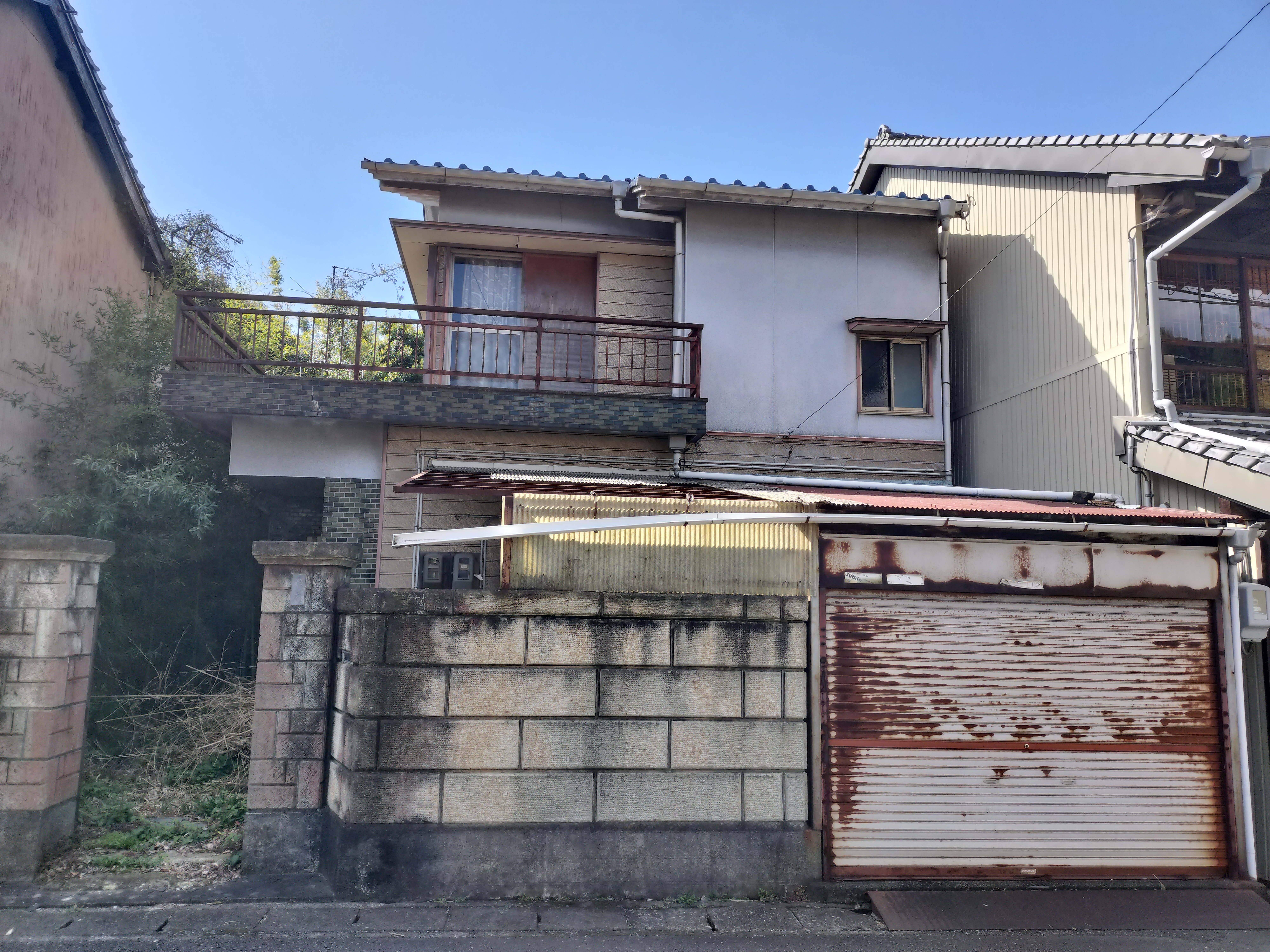
事件現場の家は事件後に建て替えられ、事件に巻き込まれずに生き残ったA・B夫婦の長女（C・D姉弟の姉）が暮らしていたが、事件から50年が経過した2016年6月時点では既に空き家になっている。

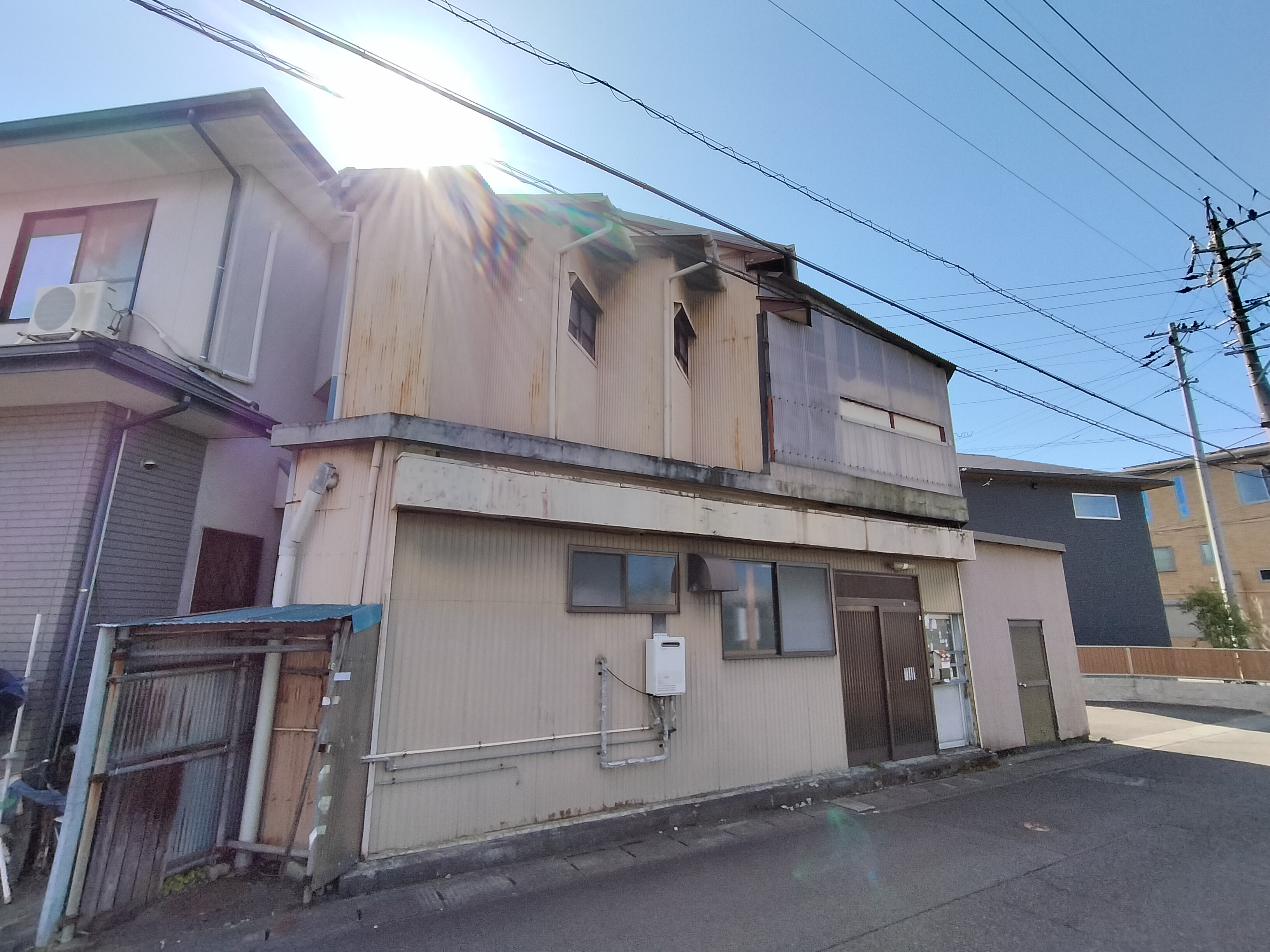
事件発生当時、Aの父親が妻とともに暮らしていた家。現場の住宅の線路向かいにある。事件当時、Aの長女はここで祖父母とともに寝ていて難を逃れた。

Aの父親（事件当時68歳）、もしくはその先代は大正時代に個人商店として「橋本藤作（Aの父親の実名）商店」を創業し、事件当時はAの父親が社長を務め、同社を合資会社としていた。同社は当時、38人ないし37人の従業員を抱え、Aの父親が社長を、長男であるAが専務を務め、味噌（商品名は「こがね味噌」）・醤油の製造・販売を行っていた。なお、Aの父親は事件後も不自由な体で会社の再建に尽くしてきたが、事件の後処理に追われた過労で体調を崩し、同年9月6日に脳溢血のため、68歳で死亡している。また、「橋本藤作商店」は事件後に吸収合併されて商号を「株式会社王こがね」に変更し、Aの長女が社長に就任した。
「橋本藤作商店」が製造していた「こがね味噌」は事件当時、関東・東海地方に知られ、年産約1,200トンで、静岡県では第3位であった。同社の味噌・醤油の年間取引額は1億円を超えており、経営は順調であった。Aが経営していた味噌工場は、A宅から東海道本線の線路を挟んで南に約30メートルほどの場所に建っており、袴田は事件当時、工場2階の寮に住んでいた。工場は事件後しばらくして閉鎖され、跡地は2004年（平成16年）から遡って約20年前に宅地分譲された。

## 犯行概要
一審・静岡地裁（1968年〈昭和43年〉9月11日）の判決によれば、1966年（昭和41年）6月30日午前1時すぎ、犯人は、被害者Aが経営する橋本藤作商店の売上金を奪う目的で、A一家の住宅に侵入した。その後、住宅を物色中にAに発見されたため、住宅の裏口付近の土間においてAの胸部等を数回、住宅奥八畳間において、物音に気づいて起きてきたAの妻Bの肩・頸部等を数回、Aの長男Dの胸部・頸部等を数回、ピアノの間においてAの次女Cの胸部・頸部等を数回、それぞれ所持していた刃渡り12 cmのくり小刀で刺した。さらに、売上現金204915円、小切手5枚、領収証3枚を強取した上、同商店第一工場の三角部屋付近にあった石油缶の混合油を4人の被害者にかけマッチで点火、現場住宅を放火し、A一家の住宅一棟を全焼させ、一家4人を殺害した。

## 捜査
ここで記載する捜査結果、事実は第一審・静岡地方裁判所（1968年〈昭和43年〉9月11日）の判決に基づく内容であることに留意すること。また、特に年が併記されてない日付については全て1966年（昭和41年）の日付とする。
| 名前     | 身分             | 血液型 | 死因                                     |
| -------- | ---------------- | ------ | ---------------------------------------- |
| 男性A    | 被害者           | A型    | 右肺刺創等による失血                     |
| Aの妻B   | 被害者           | B型    | 胸部刺創等による失血、全身火傷           |
| Aの次女C | 被害者           | O型    | 心臓刺創等による失血、一酸化炭素急性中毒 |
| Aの長男D | 被害者           | AB型   | 胸部刺創等による失血、全身火傷           |
| 袴田巌   | 事件当時の被疑者 | B型    |                                          |

その他の関係者
- E…味噌工場の従業員として働いていた頃親しく交際しており、袴田が結婚を希望している相手として母に紹介したこともあった人物。

### 捜査開始
1966年（昭和41年）6月30日、1時50分ごろに現場の住宅から出火し、全焼。両隣の住宅もそれぞれ一部が焼けた。2時32分頃鎮火。焼跡からA・B・C・Dの計4人が他殺死体となって発見される。事件当時、Aの父親はリウマチのため清水市内の厚生病院に入院しており、また彼の妻（Aの母親：当時61歳）と家事を手伝っていたAの長女（当時19歳）はそれぞれ工場横の隠居部屋で寝ていたため、難を逃れている。静岡県警察の所轄警察署である清水警察署が調べたところ、4人の遺体にはいずれも刺し傷があり、前日に集金された現金約50万円のうち37万円が発見されなかった。また、事件直前、現場住宅の寝室にあった集金袋9個のうち、火災直後は3つが見当たらなかった。さらに現場からは凶器の一部と思われる短刀の鞘らしきものが発見されたため、同署は強盗殺人放火事件と断定して捜査本部を設置、県警本部捜査一課とともに捜査を開始した。火災直後に発見されなかった3つの集金袋のうち、2つは同日中に発見されている。

### 刑事手続き
7月4日、清水署が、味噌製造工場および工場内従業員寮を捜索し、当時同社の従業員であった袴田の部屋から極微量の血痕が付着したパジャマを押収した。袴田が捜査線上に浮かんだ理由は、巨漢で柔道の有段者である専務と格闘できた人間として、元ボクサーである袴田の名が浮上したとされている。
1966年（昭和41年）8月18日午前6時40分頃、清水署の任意の出頭要請に応じ取調べを受け、同日19時32分に、強盗殺人、現住建造物等放火の容疑で逮捕状が執行（通常逮捕）された。逮捕容疑には強盗殺人と放火に加え、前年の1965年（昭和40年）8月ごろから4回にわたって工場の製品である4 kg入り味噌1樽や500 g入りの金山寺味噌45袋（計2,695円相当）を盗み、清水市内の旅館に売っていたとする窃盗の余罪も含まれている。
8月20日午後、特捜本部は袴田を殺人、放火、窃盗容疑で静岡地方検察庁に送検した。
8月21日、清水署にて袴田を勾留。
9月9日、静岡地検は拘置期限となる同日、袴田を住居侵入、強盗殺人、放火の罪で静岡地方裁判所へ起訴。ただし、窃盗の余罪については不起訴処分とした。

### 取り調べ
9月6日、犯行を頑強に否認していた袴田が勾留期限3日前の同日、犯行を自白。自供内容は、前日（6月29日）夕方に犯行を決意して従業員寮で時間を待ち、30日1時20分ごろ、パジャマの上に工場内の雨合羽を着て、工場から見て東海道線の向こうにあったA宅に侵入したが、寝ていたAに気づかれて大声を出されたため、格闘の末に持っていたくり小刀で刺殺した。その後、Aの大声で目を覚ましたB・C・Dも相次いで殺害し、「焼いてしまえば跡が残らない」と考え、1人1人に油をかけた上でマッチを使って点火した――というものである。

#### 取り調べの状況
袴田への取り調べは過酷を極め、炎天下で1日平均12時間、最長17時間にも及び、水も与えずトイレにも行かせず、精神的・肉体的拷問が繰り返された。さらに取り調べ室に便器を持ち込み、取調官の前で垂れ流しにさせるなどした。
睡眠時も酒浸りの泥酔者の隣の部屋に収容し、その泥酔者にわざと大声を上げさせるなどして一切の安眠もさせなかった。そして勾留期限が迫ると取り調べはさらに過酷になり、袴田は勾留期限3日前に自供した。取調担当の刑事たちも当初は3、4人だったのが、のちに10人近くになっている。
これらの違法行為については、静岡県警で次々と冤罪を作り上げたことで知られる紅林麻雄警部の指導を受けた者たちが関わったとされている。事件当時、袴田を取り調べた清水署刑事課の元警部補（2016年6月時点で89歳、静岡県藤枝市在住）は『中日新聞』記者である山田雄之の取材に対し「認知症を患い、責任を持って話せない」と、県警捜査一課の警部補だった男性（同月時点で95歳、静岡市在住）も「もう殆ど覚えていない」と、それぞれ話している。
行われた取り調べは以下の通り。
- 8月19日 - 3回 計10時間30分
- 8月20日 - 3回 計7時間23分（同日午後に袴田巌を送検）
- 8月21日 - 2回 計6時間5分
- 8月22日 - 6回 計12時間
- 8月23日 - 3回 計12時間50分
- 8月24日 - 3回 計12時間7分
- 8月25日 - 4回 計12時間7分
- 8月26日 - 3回 計12時間26分
- 8月27日 - 3回 計13時間17分
- 8月28日 - 3回 計12時間32分
- 8月29日 - 5回 計7時間19分
- 8月30日 - 4回 計12時間47分
- 8月31日 - 3回 計13時間18分
- 9月1日 - 3回 計13時間18分
- 9月2日 - 4回 計9時間15分
- 9月3日 - 2回 計9時間50分
- 9月4日 - 3回 計16時間20分
- 9月5日 - 3回 計12時間50分
- 9月6日 - 3回 計14時間40分（袴田がそれまで否認していた犯行を自白[50]）

#### 自供内容
袴田は以下の内容を自供した。
自供1
Aほか三名を刺した際は、パジャマを着用していた。
自供2
犯行の動機について、母と子供と三人一緒に住むための、アパートの敷金・権利金にする金が欲しかった、月末になると、集金した金を袋に入れて専務が家に持って行き、仏壇の前の辺りにおいてあるのを見たことがあるので、これを窃ろうという気になった。
自供3
昭和41年の3月末頃か4月初頃の日曜日に〇〇（地名）に遊びに行ったとき刃物等を売っている店から買ってきたナイフを携えて侵入し、本件犯行に及んだ。
自供4
左手中指の傷について、左手中指の傷は、Aと格闘中ナイフを取られようとしたので、これを取られまいとして、左手をナイフの下の方にかけたところ、左手中指がちかっと感じた。
自供5
強取した現金のうち約5万円を、7月11日か12日頃、E宅に持って行って同人に預けたこと、及びその後半月か20日位たって取りに行ったが、同人がいなかったのであづけたままになっている。
自供6
被害者らを刺したあと、第一工場の、くぐり戸から工場内に入り、三角部屋およびその附近、風呂場等を歩いた。
自供7
本件犯行後、消火作葉中工場の2階の事務室に行き階段横に置いてあった新しい手拭で左手中指の血を拭いたあと、三角部屋の入口の下の下水の中に手拭を捨てた。
自供8
ナイフでAが倒れる少し前頃、Bが寝室の奥から床の間の前辺りまで出て来て、〝これ持って行って〟と言って3個位の金袋を投げてよこしたので、AとBを刺したあとそれを捨って逃げた。
自供9
現場住宅に侵入した場所について、裏口の右手の方に屋根に接して木が立っていたので、鉄道の防護柵を乗り越えて隣家の庭に降りその木に登って現場住宅の屋根に移って、中庭に面した土蔵の屋根に移り、そこから土蔵の屋根のひさしのところの水道の鉄管を伝って中庭に降り、中庭に面した勉強部屋の右端の五寸位開いていたガラス戸を開けて勉強部屋に入った。
自供10
被害者らを刺したのち、裏口に至り、裏口の戸の下の方についていた、がちゃんと引っかけるようになっている鍵を開けて戸を引張ったところ、上の方は開かなかったが、下の方が体が出入できる位開いたので、そこから外へ出て、その後石油缶の混合液をもって再び、そこから侵入し、放火ののち、同所から脱出した。
自供11
強取した現金を一旦Ｃ温醸室の味噌樽の下に隠し、その後7月2日に15000円、7月8日頃、10000円位、7月11日か12日頃残り全部約50000円位を味噌樽の下から取り出した。
自供12
石油缶から、混合油を運ぶ際、工場の通路横に積んであった味噌を入れる8キログラム入れのポリ樽に、混合油を入れて行った。
自供13
放火に際してマッチを使った、そのマッチが仏壇間の仏壇の横の畳の上にあった。

### 捜査結果の一覧
捜査結果1
事件直前、現場住宅の寝室にあった集金袋9個のうち、火災直後は3つが見当たらなかった。これらのうち、1つは事件当日5時30分頃に人血（微量のため血液型判定不能）が付着した状態で、1つは同日14時頃にそれぞれ現場住宅の裏口付近で発見された。
捜査結果2
被害者4人の遺体には、存命中に受けたとされる数多くの切り傷があった。それらは鋭利な刃物によって受けたものであるとされた。
捜査結果3
現場の被害者4人の焼死体付近にそれぞれ着用していたと思われる衣類があり、いずれも油が付着しており、みそ工場の三角部屋にある石油缶の混合油に含まれる成分と類似していた。また、6月23日に、18リットル入りの石油缶2個が工場に配達されており、1個は従業員が6月26日に釣船用に使用し、もう1個は未使用のまま三角部屋に置いてあったものの、6月30日に従業員がそれを確認したところ12リットルほどに減っていた。中身が減少していた石油缶は7月3日に押収され、この時点で中身は12.35リットルであり、また人血が付着していた。以上のことから6月27日から6月30日までの間に12.35リットルに減少したと推測された。
捜査結果4
7月2日、Cの遺体の足元から鞘も柄もないくり小刀が発見された。小刀には血液の付着か確認されなかったが、火災の前に血液が付着していたとしても、火災によって炭化し血液が検出されなかったとする。7月頃、凶器とされるくり小刀と同じものを販売しているとされる〇〇（地名）にある刃物店での聞き込みでは、捜査官がみそ工場の20名余の顔写真を店員に見せたところ、店員が袴田について2、3ヶ月前に見た顔であることを述べたこと、凶器と同じくり小刀は同店にて一本500円で販売していたことが確認された。
捜査結果5
現場住宅の中庭の土間からネーム入り雨合羽が発見され、右ポケットに小刀の鞘が入っていた。この雨合羽は5月ごろに従業員に支給されたもので、従業員は、雨だった6月28日に使用し、同日午後3時頃に工場に戻って合羽を脱ぎ、これを脱衣室の壁にかけたか、三角部屋の机の上においた。29日は晴天だったため雨合羽は使用しなかった。
捜査結果6
工場内にルミノール検査を行った結果、六ヶ所に陽性反応が見られ、工場入口のくぐり戸附近、三角部屋奥の下水溝の横の板壁、風呂場の腰板等にＡ型及びＡ型と思われる血痕が付着していたことが判明した。
捜査結果7
7月4日、袴田ともう1人の従業員が住み込んでいた第一工場従業員宿舎十畳の間の夜具入から、袴田のものとされるパジャマが発見された。パジャマには、A型、AB型、血液型不明の血液が付着していた。ただし、肉眼で見えるような血液の付着はなかった。また、パジャマには、石油缶の混合油及び被害者の衣類に付着していた油と同種の油が付着していた。また、同日、三角部屋西側の排水溝からAB型と思われる血液が付着した手拭が発見された。なお、油は手拭に付着していなかった。
捜査結果8
9月13日、清水郵便局において、清水警察署長宛の差出人名が書かれていない封筒一枚が発見され、中には複数の紙幣と便箋1枚が同封されていた。このうち便箋には「ミソコウバノボクノカバンノナカニシラズニアツタツミトウナ」と、千円札2枚には「イワオ」とそれぞれ片仮名で鉛筆のようなもので書かれており、また百円札1枚には微量の人血（微量のため血液型判定不能）が付着していた。
捜査結果9
清水郵便局の封筒同封物の文章の筆跡鑑定の結果、片仮名の文字を書いたのはEであると判明した。Eは捜査官の取調べに対し、「罪証隠滅の罪は重いか」、「被告人から受取ったことにするから検事さんにうまくとりなしてもらいたい」、「（前略）受取ったんだけれども、直接ではなく、第三者を通じてだ」、「共犯にならないなら話をしてもいい」、「ただ預っただけなら罪にならんという検事の証明書をもらってくれれば安心して話できる」という趣旨の話をしていたとされる。
捜査結果10
1967年（昭和42年）8月31日、従業員が工場一号タンクの味噌搬出作業中、同タンク内から、白ステテコ、白半袖シャツ、ネヅミ色スポーツシャツ、鉄紺色ズボン、緑色パンツが一点ずつ麻袋に入れられた状態で発見した（所謂「5点の衣類」）。衣類には、損傷が確認され、赤紫色の血痕のようなものが染み込んでおり、O型を除く全ての血液型の血液が検出された一方、石油缶の混合油及び被害者の衣類に付着していた油と同種の油の付着は確認されなかった。5点の衣類のうち白半袖シャツには、右肩部分に二つの損傷と、これを中心に内側から表へしみ出たB型の血液が確認された。衣類が入っていた麻袋は、第一工場の奥の倉庫内に保管されていたものであった。事件直前にタンクには少量の味噌しか残って居なかったこと、1966年（昭和41年）7月20日に同タンク一杯に味噌の原料を仕込んでいたこと、仕込んだ後に同タンクの底から20cmほどの深さまでに埋めることは殆ど不可能であること、1966年（昭和41年）7月4日に令状に基づき工場内を捜索した際にタンク内まで捜索しなかったことから、当時は1966年（昭和41年）7月20日以前に、5点の衣類を麻袋に入れた状態で埋められたと推定された。
味噌製造工場にある味噌の1号タンク内から、従業員が血染めの「5点の衣類」を発見
捜査結果11
袴田の血液型がB型であることから、5点の衣類のうちの白半袖シャツの右肩部分に内側から付着した血液型と一致すること、8月18日時点で袴田の右上腕の外側の上三分の一の部分に肉芽組織が存在していたこと、9月8日時点で右上腕部前面に横に走る紫褐色の化膿の痕が存在していたことが確認された。
捜査結果12
6月30日午前3時頃に袴田が左手のいずれかの指を手拭で巻いていたこと、同日午後に袴田が工場内で左手の中指に布の様なものをまいていたこと、7月2日に袴田の寮の部屋の隅で左手中指の傷の手当をしていたこと、7月4日に袴田が医師の診察を受けた際に事件発生時の火災の消火活動中に屋根のトタンで切ったと説明したものの医師は鋭利な刃物による切傷と判断したこと、8月18日に別の医師が診た際に左中指第二関節に籔痕があり右は鋭利な刃物により生じたものであると判断したこと、9月8日の袴田の身体検査において左中指末節掌側に狭い切創痕があったことが確認された。
捜査結果13
1967年（昭和42年）9月12日、袴田の実家で、前年9月27日にみそ工場から送られてきた端布が発見された。この端布は、5点の衣類のうちの鉄紺色ズボンと生地が同種で染色も似ており、ズボンには端布と一致する切断面があった。また、ズボンのウエストの直し方、裾の縫い方が、昭和36年10月頃から昭和37年7月頃の袴田の居住地から徒歩ですぐの洋服店のものと似ていることが確認された。
捜査結果14
工場従業員らの証言によれば、事件発生以前に袴田が緑色のパンツを穿いていたところを見ており、従業員の中で緑色系統のパンツを穿いているところを袴田以外で見たことがないと述べた。また、事件発生以前に袴田の母が少なくとも一度緑色のパンツを衣料品店で購入し、袴田宛に送ったことがあったことが確認された。
捜査結果15
5点の衣類の緑色のパンツ（以下、証拠品）のようなものは、#捜査結果14の衣料品店では、ある商店からしか仕入れてないこと、ある商店は緑色のパンツ（以下、ある商店で扱う緑色のパンツは「製品」と表記）を会社1から専ら仕入れていること、製品は腰のゴム紐が二本入っており、証拠品とよく似ていること、製品は会社2で製造し専ら会社1に卸売りしていること、証拠品の糸の止め方とジグザグの縫い方が製品と似ていること、製品についてジグザグ縫いをするようになったのは8月9日にミシンを改良した後で、それ以前は単純な一本縫いであったことが確認された。
捜査結果16
工場の従業員寮2階十畳の間には、袴田ともう1人の従業員が住み込んでいたが、6月29日、もう1人の従業員はAの父親の自宅に留守番として泊まるため同日20時半頃に寮を出たこと、別の従業員が所用で工場にきた際に22時半頃に袴田の部屋に立ち寄ると袴田が1人で部屋にいたこと、この従業員が部屋を去ってから火災の鎮火に近い頃に火災現場に姿を見せるまで袴田を見た者はいなかったことからアリバイがないとされた。

## 刑事裁判

### 第一審
袴田の第一審は、静岡地方裁判所第一刑事部（石見勝四裁判長）で審理された。右陪席裁判官は高井吉夫、左陪席裁判官は熊本典道。静岡地裁における事件番号は、昭和四一年(わ)第三二九号（住居侵入・強盗殺人・放火事件）。
1966年（昭和41年）11月15日の初公判で、袴田が起訴事実を全面否認。以後一貫して無実を主張。
検察側は当初、#捜査結果7で発見されたパジャマを犯行着衣として冒頭陳述を行い、それに沿って立証を行ったが、#捜査結果10で5点の衣類が発見されると、それを犯行着衣とする内容に主張を変更した。
1968年（昭和43年）5月9日、第29回公判で静岡地検検事の岩成重義が死刑を求刑。
同年5月23日、第31回公判で袴田の弁護人による最終弁論。岡村鶴夫・斎藤準之助の両弁護人が自白の信用性・任意性・真実性を否定する旨の弁論を行い、無罪を主張。
同年9月11日、静岡地裁（石見勝四裁判長）は袴田に対し死刑判決を言い渡した。ただし、自白調書45通については1通を除き、任意性を否定し、証拠として採用しなかった。同判決によれば、盗まれた被害品は売上金20万4,000円余と、小切手5枚（額面：63,970円）などである。裁判長は石見勝四、右陪席裁判官は高井吉夫、左陪席裁判官は熊本典道。熊本は袴田が無罪との心証を抱き、無罪判決を書いて裁判官3人による合議に臨んだが、石見ら2人を説得できず、2対1で有罪（死刑）の結論が出たため、不本意ながら死刑判決を書いた。熊本はほか2人の死後、評議の秘密に反してこの出来事を明らかにしている。袴田は同日夕方、弁護人を通じて東京高等裁判所へ控訴した。

#### 供述調書
第21回公判では、検察官は、警察が作成した供述調書28通と、検察官が作成した供述調書17通の計45通の供述調書の取調べを請求し、第28回公判において地裁は45通全ての供述調書を証拠として採用した。
しかし、判決では、地裁が再検証したところ、警察が作成した供述調書28通については、警察の取調べが連日・1日平均12時間行われていたり、執拗に追求を続けたりするなどした上で調書が作成された。そのような取調べは「被告人の自由な意思決定に対して強制的・威圧的な影響を与える性質のもの」で、その「結果なされた自白およびこのような取調の影響の下になされた自白は、何れも『自由で合理的な選択』にもとずく自白と認めるのは困難」とし、刑事訴訟法第319条第1項の「任意にされたものでない疑いのある自白」に該当するとして証拠として採用せず、すべて排除した。
また、検察に対する供述調書17通のうち16通についても、袴田の起訴後である1966年（昭和41年）9月10日以後に作成されたものである。地裁は、当事者主義訴訟構造（刑事訴訟進行の主導権を当事者である被告人と検察官に与える原則）における被告人の地位及び刑事訴訟法第197条第1項、第198条第1項からすると、「任意捜査としての被告人の取調」（①被告人が自ら進んで供述した場合、②検察官からの出頭要請に応ずる義務がなく、それに応じて取調べを受けてもいつでも取調べを拒んで退去できることを認知した上で被告人が取調べを受ける場合）は許されるが「強制捜査としての被告人の取調」は許されないとした。取調に弁護人を立ち会わせないときは、前記②の内容を被告人に示すことが「任意捜査としての被告人の取調べ」であるために必要不可欠であるにもかかわらず、検察官は同年9月10日以降の取調べについて「起訴前の取調方法と起訴後の取調方法はちがっていない」「留置場から調室に呼ぶ方法も、起訴前と起訴後とでちがいはなかった」と述べており、弁護人の立ち会いもなかった。よって起訴後に行われた取調べは任意捜査であるための要件を満たさず、刑事訴訟法第197条第1項、憲法第31条に違反するとし、検察官が起訴後に作成した供述調書16通は証拠とせず排除した。
一方で、起訴前の1966年（昭和41年）9月9日に検察官によって作成された1通の供述調書については、検察官の取調べは1日あたり2時間〜5時間ほどであり警察官を立ち合わせなかったこと、「警察と検察庁はちがうのだから警察の調べに対して述べたことにはこだわらなくていい」と説明したにも関わらず、袴田が「私がやりました」と述べたこと、警察が作成した自白調書を参考にして取調べをしたわけでも、それを机の上に置いて取調べをしたわけでもないことから警察による取調べが検察官による取調べに影響したとはいえず、供述調書の任意性に疑いがないため検察官による起訴前の1通の供述調書は証拠として採用した。

#### 静岡地裁の判断
一審判決において、静岡地裁は以下のように捜査結果や供述内容を元に、以下のような判断をした。
- #捜査結果3より、裁判所は、第一工場三角部屋付近にあった石油缶の中から、約5.5リットルの混合油が持ち出され、4人被害者の体にかけられ、点火された。

- #捜査結果2、#捜査結果4、#捜査結果5、#捜査結果6、#捜査結果7、#捜査結果10、#捜査結果11より、
  - 犯人は5点の衣類を身につけ、その上から工場の三角部屋か脱衣室にあった雨合羽を着て、くり小刀を持って現場住宅に侵入し、土間でくり小刀を鞘から抜き、鞘を合羽の右ポケットにしまってから合羽を脱ぎ捨て、その後4人を刺した。
  - その際にくり小刀をCの近くに落とし、犯行時に被害者の血液が付着した5点の衣類を着たまま、工場入り口のくぐり戸から工場へ入り、風呂場等を歩き、犯行から5点の衣類を脱ぐまでの間に右肩に傷を負い出血した。
  - 犯人の血液型はB型である。
  - さらに工場内を歩いた後、パジャマに着替え、三角部屋の石油缶から混合油を持ち出し放火し、7月4日までに工場従業員寮の袴田の部屋に置かれた。

- #捜査結果1、#捜査結果8より、
  - 犯人は、現場住宅の寝室にあった9個の集金袋のうち3つを盗み、うち2つを裏口付近に落とし、もう1個のみを持ち去った。
  - 持ち去られた集金袋の中の現金を何らかの事情で手に入れた者が、「イワオ」という人物が犯人であるか、犯人と重要な関係がある人物であることを知り、紙幣の一部と便箋に片仮名の文章を書き清水警察署長宛に投函した。
  - 以上のことに#捜査結果9を加えると、Eが何らかの方法で袴田から持ち去られた集金袋の現金を預かり、さらにEは袴田が事件に関与していることを知っていて、Eが紙幣2枚と便箋に片仮名の文字を書き、それらを同封して発送した。

- #捜査結果12より、袴田の左手中指の傷は、鋭利な刃物による傷と認めるのが相当であり、トタンで切れたと判断するのは不合理である。

- #捜査結果13より、端布は鉄紺色ズボンのとも布で、ズボンは袴田のものである。

- #捜査結果14について、弁護人は5点の衣類のような別の緑色のパンツを証拠として提出し、これは9月27日頃に工場から袴田の実家に送り返された荷物に入っていたもので、これが袴田のもので5点の衣類の緑色のパンツは袴田のものでないと主張した。しかし、#捜査結果15を踏まえると、弁護人が提出したものは、腰の紐が一本しかないことからある商店で扱ったものではないし、またジグザグ縫いになっており少なくとも8月7日以前に会社2で製造されたものではない。

- #捜査結果16より、袴田の事件当夜のアリバイは認められず、袴田が犯人である可能性が極めて高い。

- また、#自供内容について、#自供1は虚偽であり、この時点で5点の衣類は見つかっていなかったので、パジャマで犯行を行ったことを前提に説明を求めた検察官の推測に便乗して供述したものである。一方でその他の供述内容は事実に反しない。

#### 事実認定
以上から静岡地裁は以下のように事実認定した。
袴田は、
- 1966年（昭和41年）6月30日年前1時すぎ頃、金銭を奪う目的で、もし住人に発見された場合は住人を刃物で脅してでも目的を達成させる意図を持ち、くり小刀を所持して、A一家の住宅に侵入。（侵入の際、5点の衣類の上から味噌工場の三角部屋か脱衣室においてあった雨合羽を着用していた。）
- 侵入する際、現場住宅の裏口の右手の方の屋根に接して立っている木に、鉄道の防護柵を乗り越えて登り、住宅の屋根に移り、中庭に面した土蔵の屋根に移り、そこから水道の鉄管を伝って中庭に降りて住宅に侵入。
- 侵入後、くり小刀を鞘から抜いて、鞘を雨合羽の右ポケットに入れて、雨合羽を脱ぎ棄てた。
- その後、物色中にAに発見されて金銭を強奪することを決め、Aと格闘の末、くり小刀で刺殺した。この時、Aと格闘中に、くり小刀で左手中指を傷つけた。
- その後、B、C、Dをくり小刀で刺し、くり小刀をCの近くに落した。
- 金袋三個を奪った。
- 一旦裏口の扉から脱出した。
- 裏口で、奪った三個の金袋のうち二個を落とした。
- 工場入口のくぐり戸から工場内に入った。
- 工場内で、5点の衣類を脱ぎパジャマに着替えた。
- 三角部屋横においてあった石油缶から混合油を持ちだし、再び裏口から現場住宅に入り、A、B、C、Dの体にそれぞれ混合油をふりかけて、マッチで点火して放火。
- 7月10日頃、奪った現金のうち5万円位を、Eに預けた。
- 少くとも、4人を刺した後に、くぐり戸から工場に入ったあと、5点の衣類を着たままか、脱いで手に持つかして、工場内の風呂場に行った。
- 少くとも、くぐり戸から工場に入った後に手拭で左手中指の血をふき、その後パジャマに着替えた後に5点の衣類を麻袋に入れて、一号タンクに入れた。

#### 動機
静岡地裁は動機について、家を借りるための敷金などは十分ではなく、金銭に窮した末、纏った金ほしさに企てたものとした。

### 上訴審
袴田は一審判決当日夕方、弁護人を通じて東京高等裁判所へ控訴した。
袴田は、控訴趣意書において「鉄紺色ズボンは、ウエストを体に合わせて直してあると言う事なので私に穿かせて見て欲しいと思います」と5点の衣類のうちの鉄紺色ズボンを穿かせることを要望した。
5点の衣類の装着実験が、1971年11月20日、1974年9月26日、1975年12月18日と3回に渡り実施されたが、袴田は、いずれも鉄紺色ズボンは小さすぎて穿くことができなかった。
しかし、東京高裁は、経年乾燥によってズボンが縮んだことや、袴田が太ったことなどの理由を挙げ、事件当時は十分に穿けたと認定した。
1976年（昭和51年）5月18日、東京高裁第2刑事部（横川敏雄裁判長）が控訴を棄却する判決を宣告。これを受けて袴田は上告した。
1980年（昭和55年） 11月19日、最高裁判所第二小法廷（宮崎梧一裁判長）が袴田の上告を棄却する判決を宣告した。これを受けて弁護側は11月28日に判決を訂正するよう申し立てたが、第二小法廷は同年12月10日付で申立棄却の決定を出し、同決定が被告人の袴田に伝えられた12月12日 をもって死刑判決が確定した。

## 袴田巌の現況
袴田は30歳で逮捕されて以来、2014年3月27日まで45年以上にわたり東京拘置所に収監拘束された（これは「世界最長収監」としてギネス世界記録に一時認定されていた）。
死刑確定後は、精神に異常を来たし始め、親族・弁護団との面会にも応じない期間が長く続いた。その後は面会には応じるものの、拘禁反応の影響による不可解な発言が多く、特に事件や再審準備などの裁判の話題についてはまったくコミュニケーションが取れなくなっていた。このため、2009年3月2日より、袴田の姉が保佐人となっている。
袴田は近年、獄中にて拘禁反応に加えて糖尿病も患っていることが判明している。なお、2014年3月27日の釈放後、袴田は東京都内の病院に入院していた際、拘禁反応については回復の傾向があり、糖尿病も深刻な状況ではないと診断された。同年5月27日、48年ぶりに故郷の静岡県浜松市に帰り、市内の病院に転院した。2020年時点、姉と暮らしている。

## 裁判の主な争点

### 自白の任意性・信用性
自白調書全45通のうち、裁判所は44通を強制的・威圧的な影響下での取調べによるものなどの理由で任意性を認めず証拠から排除したが、そのうちの2通の調書と、同日に取られ唯一証拠採用された検察官調書には任意性があるのかなど。「自白法則」を参照。
また「自白」によれば犯行着衣はパジャマだったが、1年後に現場付近で発見され、裁判所が犯行時の着衣と認定した「5点の衣類」については自白ではまったく触れられていない点など信用性にも疑義が呈されている。

### 凶器と犯行時の行動
凶器とされている、くり小刀で犯行は可能か。
逃走ルートとされた、留め金のかかったままの裏木戸からの逃走は可能か。また、可能だとして警察の示した写真が捏造されたものかどうか。

### 「5点の衣類」
犯行着衣とされた「5点の衣類」は犯人である証拠か、警察などによる捏造かも大きな争点である。衣類には袴田と同じB型の血液が検出されたことが、1968年の静岡地裁による死刑判決で理由に挙げられた。
弁護側は「サイズから見て被告人の着用は不可能」、検察は「1年間近く、味噌づけになってサイズが縮んだ」と主張している。2011年2月、弁護側により、ズボンについていたタグのアルファベットコードはサイズではなく色を示しているとして、警察が誤認もしくは故意に事実を無視した疑いが指摘された。
袴田の実家を家宅捜査した際に、犯行着衣と同じ共布を発見。これが犯行を裏付ける証拠として採用された。2010年9月に検察が一部開示した証拠を弁護側が検証したところ、共布発見の8日前と6日後の2度にわたり、捜査員がズボン製造元から同じ生地のサンプルを入手していた。弁護側はこの行動に「実家からの発見」を捏造した可能性があるとして2枚のサンプルの開示を要求、「検察側が示せないなら捏造の根拠になる」と主張している。

## 再審請求

### 第一次再審請求
袴田は1980年に死刑判決が確定したが、翌年の1981年4月20日、袴田の弁護団が静岡地裁に第1次再審請求を申し立てた。弁護団（「日弁連袴田事件弁護団」）は1994年8月時点で、団長を伊藤和夫が務め、地元の弁護団と日弁連人権擁護委員会の16人で構成されていた。
再審の三者協議（静岡地裁、静岡地検、弁護団）は1984年11月17日から1993年5月26日までの計14回行われた。1991年10月には、戦後日本で初の死刑囚再審無罪事件である「免田事件」で弁護人を務めた経験を有する弁護士の安倍治夫が弁護団に加わった。ボクシング関係者から安倍を紹介された袴田の姉が弁護を依頼したことがきっかけである。しかし1992年3月に安倍が「被害者の傷はくり小刀ではない」という鑑定書を第10回三者協議に提出しようとしたところ、弁護団から「内容が不十分」と反対された。安倍は「可能性のある限り、考えうる証拠は積極的に出すべきだ」と考え、東京の支援団体「袴田巌さんを救う会」とともに新証拠の発掘を進めていたが、弁護団は「再審請求に誤りは許されない」として確実な証拠のみを出す姿勢でいたため、足並みが揃わなかった。安倍は弁護団の姿勢を「10年以上も再審開始の進展がないのは、弁護団の怠慢。旧証拠を蒸し返しているだけだ」と批判した一方、弁護団事務局長を務めていた小倉博は当初、島田事件の再審活動と時期が重なったことから本事件の弁護活動が出遅れたことを認めた上で、「弁護団の分裂が決定に悪影響を与えないとは言えない。あえて足並みを乱す言動には弁護士のモラルを疑う」と安倍を強く批判した。
6月3日、安倍が弁護団から脱退し、弁護団は事実上分裂状態になってしまった。安倍はその後も独自の弁護活動を展開したが、脱退後に静岡地裁に提出した意見書には弁護団批判も展開されていたことから、これに反発した弁護団は安倍意見書を再審開始決定の判断材料にしないよう同地裁に申し入れた。
1993年10月22日に検察側が最終意見書を提出し、10月27日には弁護団が最終意見書を提出した。
1994年8月8日、静岡地裁刑事第1部（鈴木勝利裁判長）が袴田の再審請求を棄却する決定をした。決定内容は翌9日、弁護団・検察側の双方、そして獄中の袴田に伝えられた。弁護団は8月12日に即時抗告を行ったが、2004年8月26日 に東京高裁（安広文夫裁判長）から即時抗告を棄却する決定を出され、 9月1日に弁護側が行った特別抗告も
2008年3月24日に最高裁第二小法廷（今井功裁判長）により棄却決定を出されたため、第一次再審請求は棄却が確定した。

### 第二次再審請求
2008年4月25日に、袴田の姉により2回目の再審請求がなされた。
2010年4月20日、衆参両院議員による「袴田巌死刑囚救援議員連盟」設立総会を開催。同連盟は8月24日、「袴田死刑囚は心神喪失状態にある」として、千葉景子法務大臣に刑の執行停止を要請した。
2011年（平成23年）1月27日には日本弁護士連合会も、妄想性障害等を理由として、袴田に刑の執行停止と医療機関での治療を受けさせるよう法務省に要請した。これに対し法務省は2月11日、千葉景子法務大臣の指示の下袴田を含む複数の死刑囚を対象に精神鑑定などを実施したが、袴田については「執行停止の必要性は認められない」との結論に達していたことが明らかになった。
8月、第二次再審請求審において、静岡地裁は事件当日にはいていたとされるズボンの他、衣類5点の再鑑定を決定した。その後、足利事件や布川事件などにおいて、かねてから冤罪が疑われていた判決確定後の裁判に対し、再審が認められて立て続けに冤罪が確定した。これを機に、国民の冤罪に対する関心は高まり、検察は2013年3月、4月、7月と続いて当時の一部の証拠を開示した。また、同年11月には、事件当時、袴田の同僚が袴田のアリバイを供述していたにもかかわらず、検察は袴田が犯人であるかのような供述に捏造していた事実が発覚した。加えて12月には被害者が当時着用していた5点の衣類に付着している血液が袴田のものではない可能性があるとのDNA鑑定結果を弁護側が提出した。これらは裁判が開始して以来最大の変動でもあり、「重大な証拠」として再審が認められる可能性を大きく持った。2013年12月に、メディアでは「2014年の春ごろには再審の可否判断がされるだろう」との予想が新聞各紙にわたって掲載、同時に各ニュース番組でも報道された。
2014年3月27日、静岡地裁（刑事第1部、村山浩昭裁判長・大村陽一裁判官・満田智彦裁判官）で再審が認められ、さらに死刑と拘置の執行の停止を決定、袴田は釈放された。静岡地検は東京高裁に拘置停止について抗告を申し立てるが、高裁は28日、拘置停止決定を支持し抗告を棄却。3月31日、静岡地検は再審決定について東京高裁に即時抗告した
。
一方で3月28日18時ごろ、生き残っていた被害者一家の長女が亡くなっているのが自宅で発見された（満67歳没）。同日に病死したとされている。長女は事件後、現場跡地に建つ住宅で暮らしていたが、4、5年前に夫が病死してからは1人暮らししており、家族が度々様子を見に来ていた。また死亡が確認される直前は体調を崩しており、外出することは少なかった一方、味噌製造会社の元従業員によれば、晩年は精神的に不安定な様子だったという。彼女は生前、『朝日新聞』の取材に対し「もし袴田さんが無罪なら、一日も早く真犯人が見つからないと仏様は浮かばれない」と話していた一方、『読売新聞』の取材に対しては「もう昔のことです。もう何も知らない。私には関係ないわよ」と語っている。また、同月20日に『毎日新聞』の取材を受けた際には「裁判はもう終わった。話すことはありません」と話していた。長女の息子（A夫婦の孫）である男性は自身の母親について、事件後に重度の鬱病を患って精神科病院に入院していた時期があり、テレビを見ず携帯電話も持たない生活を送っていたため、裁判の動向も含めて理解できていなかったと主張している。またインターネット上では根拠なく長女を犯人視する書き込みや、「家族からのけものにされていた」など無根拠な内容の書き込みが飛び交っている。
8月5日に行われた東京高裁での抗告審理で、弁護士側の証拠開示要求に対して、静岡地検が一審当時から「存在しない」と主張し続けて来た、袴田有罪の証拠「5点の衣類の写真」のネガフィルムが、実際には静岡県警で保管されていた事が判明。
2018年6月11日、東京高裁（大島隆明裁判長）は静岡地裁の決定に対し「地裁が認めたDNA鑑定の結果には科学的疑問が存在し、証拠として信用できない」として再審請求を棄却。弁護側は6月18日に最高裁に特別抗告し、再審開始の判断は最高裁に委ねられることとなった。なお、死刑と拘置の執行停止については「袴田の年齢や生活状況などを鑑み、釈放の取り消しが相当とは言いがたい」として維持している。
2020年12月22日、最高裁第三小法廷（林道晴裁判長）は前述の東京高裁決定を取り消し、審理を高裁に差し戻す決定を出した。合議体を形成する裁判官5名のうち林景一と宇賀克也が、新証拠は再審を開始すべき合理的な疑いを生じさせるものであることは明らかでその判断のためだけにこれ以上の時間をかけるべきでないとし、「原決定を取り消した上，本件を東京高等裁判所に差し戻すのではなく，検察官の即時抗告を棄却して再審を開始すべきであると考える。」、「単にメイラード反応の影響等について審理するためだけに原裁判所に差し戻して更に時間をかけることになる多数意見には反対せざるを得ないのである。」と反対意見を出した。その後、審理は東京高裁第2刑事部で審理されることとなった。同刑事部には最高裁調査官として特別抗告審に携わった中尾佳久（2020年4月1日付で同部に異動）が所属していたが、彼は担当から外れた。
2021年（令和3年）3月22日に差し戻し審で三者協議が開始され、11月1日には弁護団が、味噌漬けにされた衣服から血痕の赤みが消失するメカニズムを科学的に示した鑑定書を東京高裁に提出。2022年（令和4年）4月、再審請求人および袴田の保佐人である袴田の姉（当時89歳）が高齢であることを考慮し、弁護団所属の弁護士1人が東京家裁により、2人目の保佐人として追加で選任された。この弁護士（村松奈緒美）はその後、2人目の再審請求人としても選任された。7月から8月にかけ、東京高裁が鑑定人ら専門家5人の証人尋問を実施。
11月1日、東京高裁の裁判長らが静岡地検を訪れ、東京高検が約1年2か月間続けていた「味噌漬け実験」の確認作業に立ち会った。
12月2日、袴田の弁護団と東京高検が、それぞれ最終意見書を提出きた。12月5日には、袴田が東京高裁の大善文男裁判長ら担当裁判官3人と面会、袴田の姉が意見陳述した。再審請求審で袴田が担当裁判官と面会するのは、第1次再審請求審を含めて初めてだった。
2023年（令和5年）3月13日 、東京高裁（大善文男裁判長）は「衣類のほかに袴田を犯人と認定できる証拠はなく、確定判決の認定に合理的な疑いが生じることは明らか」として、検察の即時抗告を棄却し、捜査機関による証拠捏造の可能性を指摘した上で、弁護側の再審開始を認める決定を下した。その後、同月20日の最高裁への特別抗告の期限までに検察が申立を断念したため、再審開始が確実となった。
4月10日に静岡地裁で再審公判に向けた法曹3者協議が始まり、7月10日には静岡地検が再審公判で袴田に対する有罪立証を維持することを表明した。
10月13日、静岡地裁が初公判を含めた同年中の公判期日を正式に指定。10月24日、静岡地裁（國井恒志裁判長）は3者協議で弁護団からの申し出を受け、袴田の出廷免除を認める意向を示した。

### 検察側の証拠捏造疑惑について
第2次請求審では、犯人が着ていたとされたシャツについた血液のDNA型が袴田元被告と一致しないとの鑑定結果が出た。村山裁判長は決定理由で、DNA鑑定結果を「無罪を言い渡すべき明らかな証拠に該当する」と評価。事件の約1年後に発見され、有罪の最有力証拠とされたシャツなどの衣類について「捜査機関によって捏造された疑いのある証拠によって有罪とされ、死刑の恐怖の下で拘束されてきた」と指摘した。
『毎日新聞』の荒木涼子記者は、このことに加え、以下のような検察側の証拠捏造の疑惑を示唆した。1970年代にあった控訴審での着用実験で、（使用していたとされる）ズボンが袴田には細すぎて履くことができなかった。だが、検察側は「タグの『B』の文字は84センチの『B4』サイズの意」などと言い張り、確定判決でもその通り認定された。しかし、これは捏造とも言える主張だった。「B」についてズボン製造業者が「色を示す」と説明した調書の存在が、今回の証拠開示で明らかになった。

### 裁判の問題点や批判
最高検察庁の検事として袴田事件の審理を担当した竹村照雄は、地検に眠っている証拠を「もう一回分析することはしなかった。その前の段階で有罪だと思っているから、改めて無罪のこと（証拠）をほじくることはない」と述べた。証拠の全体像を知るのは検察側だけで、何を裁判に出すかは検察の裁量に任されており、今の裁判員制度が始まる前の制度では、検事、検察官は、被告人を有罪するのに最も適切な証拠だけ出せばよく、それ以外の証拠は一切見せなくていい、という問題点が指摘されている。
NHK解説委員の橋本淳は「（死刑判決を書いた裁判官の）熊本さんは7年前、守秘義務を破って異例の告白をしました。この中では、警察の厳しい取り調べで、袴田さんがうその自白を強いられたと見ていたこと、無罪にしようとしたが、ほかの裁判官を説得できず、心ならずも死刑判決を書いたことを明らかにしました」と指摘した。
『週刊現代』は、袴田事件裁判にかかわった裁判官・刑事・検事を実名で挙げ、その裁判の不当さを批判した。「裁判所が警察・検察とグルになって、袴田さんを殺人犯に仕立て上げた構図が浮かび上がる」と表現している。
2018年の東京高裁の再審請求を棄却したことについて、葛野尋之一橋大学法学部教授は「東京高裁は、有罪判決に合理的な疑いが残るかどうかを判断すべきなのに、再審請求で出された「新証拠」の個々の信用性を検討しており、問題がある」とした。

## 再審公判
2023年（令和5年）10月27日に静岡地方裁判所で袴田の再審の初公判が開かれた。袴田本人は前述の通り、心神喪失として出廷を免除され、代わりに彼の姉が無罪を主張した。以降は再審請求同様、服の血痕の赤みを最大の争点として審理が続けられ、翌2024年（令和6年）5月23日に検察が改めて死刑を求刑、弁護側が無罪を主張して結審した。
2024年9月26日、静岡地方裁判所（國井恒志裁判長）は、袴田に対して無罪判決を言い渡した。同判決は血染めの「5点の衣類」および、袴田の実家から発見されたと認定されていたズボンの共布、そして確定判決で唯一任意性を認められた検察官調書のいずれもが捜査機関によって捏造されたもの、と判断した。死刑判決が再審で無罪になるのは35年ぶり5度目で、袴田の逮捕から2万1225日目の再審無罪判決だった。判決で國井裁判長は「判決に時間がかかり、とても申し訳ないと思っています」と謝罪している。
静岡地検は判決が言い渡された後もすぐには上訴権を放棄せず、控訴も含めて今後の対応を検討していたが、10月8日に最高検察庁の畝本直美検事総長が、「判決は多くの問題を含む到底承服できないものであり、控訴して上級審の判断を仰ぐべき内容」としながらも、「袴田さんが結果として相当な長期間にわたり、法的地位が不安定な状況に置かれてきたことにも思いを致し、熟慮を重ねた結果、検察が控訴するのは相当ではない」として控訴の断念を表明し、翌9日付で上訴権の放棄を行ったため、袴田の無罪が確定した。過去に再審無罪となった死刑事件4件も、いずれも検察側が控訴しない形で無罪が確定しており、再審無罪が確定した死刑事件はこの事件が「島田事件」（1989年に再審無罪確定）以来35年ぶりで、戦後5件目である。
畝本検事総長は、控訴断念を表明した同月8日の談話で判決に関して「袴田さんは結果として相当な長期間にわたり、その法的地位が不安定な状況に置かれてしまうこととなりました。この点につき、刑事司法の一翼を担う検察としても申し訳なく思っております」と謝罪した。また、静岡県警察本部も談話で「当時捜査を担当した静岡県警察としても、袴田さんが長きにわたって法的地位が不安定な状況に置かれてきたことについて、申し訳なく思っております」と謝罪した。その後、10月21日、静岡県警の津田隆好本部長が袴田の自宅を訪れて謝罪した。
その後、最高検は事件の検証結果、静岡県警は捜査の事実確認をそれぞれ公表したが、静岡地裁が判決で指摘した証拠のねつ造について、最高検は「現実的にありえない」、静岡県警は「ねつ造をうかがわせる具体的な事実や証言は得られなかった」などと揃って否定した。袴田の弁護団の事務局長で弁護士の小川秀世はこれをうけ、「判決で指摘された点に限っての検証、調査で非常に問題があると思う。全体として不十分でがっかりする内容だった。死刑判決という重大な間違いがあったわけで、もっと検証や事実確認に時間をかける必要があった」と批判した。

## 支援の動き
- 1979年 - ルポライターの高杉晋吾が、事件の冤罪性を指摘した記事を『現代の眼』に掲載し、死刑確定後に支援組織「無実のプロボクサー袴田巌を救う会」（現「無実の死刑囚・元プロボクサー袴田巖さんを救う会」）を設立する。
- 1981年11月13日 日本弁護士連合会（日弁連）が人権擁護委員会内に「袴田事件委員会」を設置する[150]。
- 1991年3月11日 - 日本プロボクシング協会（JPBA）の原田政彦会長（＝ファイティング原田）が、後楽園ホールのリング上から再審開始を訴え、袴田支援を正式に表明する。
- 2006年5月 - 東日本ボクシング協会が会長輪島功一を委員長、理事新田渉世を実行委員長とする「袴田巌再審支援委員会」を設立する。同委員会はボクシングの試合会場（後楽園ホールなど）で袴田の親族、弁護団所属の弁護士や救援会関係者らとともにリング上から早期再審開始を訴えたほか、東京拘置所への面会やボクシング雑誌の差入れなどを行った。
- 2006年11月20日 - 輪島を始め5名の元ボクシング世界チャンピオンらが、早期再審開始を訴える約500筆の要請書を最高裁に提出する。
- 2007年2月 - 一審静岡地裁で死刑判決に関わった熊本典道が、「彼は無罪だと確信したが裁判長ともう一人の陪席判事が有罪と判断、合議の結果1対2で死刑判決が決まった（下級裁判所の合議審では各裁判官の個別意見を書くことは認められず、判決文は形式上、全会一致の体裁で作成しなければならない）。しかも判決文執筆の当番は慣例により自分だった」と告白。袴田の姉に謝罪し再審請求支援を表明する。なお、熊本がこれらの告白を行ったのは、熊本に死刑判決の判決文の作成を指示した当時の裁判長ともう一人の陪席判事が死亡した後であった。また、熊本自身は判決言い渡しの7ヵ月後、良心の呵責に耐えかねて裁判官を辞職し、弁護士に転職した旨を語っている。
- 2007年6月25日 - 熊本が袴田の再審を求める上申書を最高裁に提出。
- 2008年1月24日 - JPBA、後楽園ホールで支援チャリティーイベント「Free Hakamada Now!」を開催[151]。日本ボクシングコミッションが袴田に対し名誉ライセンスを贈呈する。
- 2008年 - 人権団体「拷問の廃止を目指して行動するキリスト者」（ACAF、Aktion der Christen fuer die Abschaffung der Folter）が、袴田のための署名活動を国際的に展開する。また死刑制度そのものに反対するアムネスティ・インターナショナルも釈放を求めている。袴田がカトリック教会の志村辰弥神父の洗礼を獄中で受けたために、日本ではカトリック教会の司教などが、再審の署名集めに尽力してきた。
- 2011年1月27日 - 日弁連は江田五月法相に対して袴田が長年の拘禁で妄想性障害にあり、刑の執行停止が認められる心神喪失の状態だと判断し刑の執行停止と、精神疾患の治療を指示するよう勧告した[152]。
- 2011年3月10日 - 袴田が「世界で最も長く収監されている死刑囚」としてギネス世界記録に認定された。認定期間は、第一審の静岡地裁で死刑判決を受けた1968年9月11日から2010年1月1日までの42年間である。死刑確定後の拘置期間としてはマルヨ無線事件・名張毒ぶどう酒事件・ピアノ騒音殺人事件の死刑囚の方が長いが、第一審の死刑判決から「死刑囚として拘束」され続けているとして、袴田が最長と認定された[153]。
- 2012年5月19日 - JPBA、後楽園ホールのリングサイドに袴田の早期再審開始と釈放を祈り「袴田シート」2席を設置。この日は「ボクシングの日」でもある。
- 2014年1月 - 世界ボクシング評議会が名誉王座を認定し、釈放された場合はチャンピオンベルトを授けることを決定[154]。14日、静岡地裁に7万4千筆、静岡地検に4万2千筆の、速やかな再審開始を求める署名（ビタリ・クリチコも賛同）が提出され、八重樫東も立ち会う[155]。
- 2014年4月 - 週刊現代が当時の捜査関係者（捜査員、検察官）と、死刑判決に関与した裁判官全員の実名を公表。依願退官した熊本以外の全員が功成り名遂げ、叙勲された者もいる[156]。3日、NHKテレビ『クローズアップ現代』が静岡県警・静岡地検による袴田有利な証拠の隠蔽・捏造問題を採り上げる[83]。木谷明が解説。

## 袴田巌死刑囚救援議員連盟
国会では、衆参両院議員による「袴田巌死刑囚救援議員連盟」が発足し、2010年4月20日に設立総会を開いた。民主党、自由民主党、公明党、国民新党、社会民主党、新党大地、日本共産党、みんなの党、等に所属する議員が発起人となり、総勢57名の超党派議員が参加、代表には牧野聖修・民主党衆議院議員、事務局長には鈴木宗男・新党大地衆議院議員が就任した。同議員連盟発足について牧野は「足利事件で無罪が明らかになるなど冤罪への関心が高まっており、袴田さんの冤罪を信じる議員が集まった。今後は法務大臣に死刑執行の停止や一刻も早い再審の開始を求めたい」と述べている。同議員連盟は、設立総会において、冤罪の可能性とともに、死刑執行への恐怖が長期間続いたため袴田は精神が不安定になっていることなどを指摘し、今後、法務大臣の職権による死刑執行の停止や、医療などの処遇改善を求めることを決めている。
同議員連盟代表の牧野は、強い拘禁反応によって心神喪失状態にある袴田に対し刑事訴訟法479条（死刑執行の停止: 死刑を言い渡されたものが心神喪失にあるときは、法務大臣に命令によって執行を停止することができる）に基づき、法務大臣に対し職務権限による死刑の停止と、速やかに適切な治療を求めるとともに、再審の道を開くべく追求することを表明している。また、担当弁護士は、国際法規に照らしても拘禁反応や糖尿病を放置している状況は人権侵害だと述べている。
また同議員連盟で、弁護団から、死刑確定後30年近く経過している現状は拷問等禁止条約などに違反している疑いがあるため、日弁連に対し人権救済の申し立てを行なった、などの報告があった。
その後鈴木が失職、牧野が落選し、他の参加議員にも変動があったため、2014年3月、袴田の再審決定・釈放を前に50人の超党派の国会議員が再結集し、議員連盟を再構築した。役員は以下の通り
。
- 会長　塩谷立 （自由民主党衆議院議員）
- 世話人　逢沢一郎（自由民主党衆議院議員）・漆原良夫（公明党衆議院議員）・照屋寛徳（社会民主党衆議院議員）
- 顧問　大口善徳（公明党衆議院議員）・生方幸夫（無所属衆議院議員）・柿沢未途（自由民主党衆議院議員）・杉本和巳（日本維新の会衆議院議員）・仁比聡平（日本共産党参議院議員）・畑浩治（希望の党衆議院議員）
- 事務局長　鈴木貴子（自由民主党衆議院議員）
  - 生方幸夫・杉本和巳・畑浩治は2014年12月の第47回衆議院議員総選挙にて落選。松浪健太は落選。谷畑孝は辞職。

## メディア

### 映画
全てドキュメンタリー
- 『BOX 袴田事件 命とは』2010年5月29日 - 事件と裁判を描いた
- 『ふたりの死刑囚』東海テレビ放送、2015年[163]
- 『袴田巌 夢の間の世の中』キムーンフィルム、2016年[164]
- 『獄友』キムーンフィルム、2017年[165]
- 『48 years – 沈黙の独裁者』2018年
- 『拳と祈りー袴田巌の生涯ー』2024年

### テレビ
- 『死刑囚と姉 －袴田事件50年－』テレビ静岡、2016年7月26日放送[166]
- ETV特集「獄友たちの日々」（2017年、NHK Eテレ）[167]
- NNNドキュメント'18『我、生還す －神となった死刑囚・袴田巖の52年－』中京テレビ放送、2018年10月15日放送[168]
- ドキュメンタリー解放区『袴田事件57年 ～再審の壁～』TBS、2023年08月07日放送[169]

### 漫画
『スプリット・デシジョン ―袴田巌 の元プロボクサー―』
2019年2月からネット配信。題名は、熊本典道が無罪の心証を持ったにも拘らず有罪判決が全員一致の形で出てしまった静岡地裁判決にちなむ（判定#プロ格闘技）。作者は元プロボクサーで漫画家の森重水。日本プロボクシング協会の支援委員会が製作。
『デコちゃんが行く ―袴田ひで子物語―』
姉の支援活動を描いた漫画作品。袴田さん支援クラブの猪野待子代表の自費出版で、2020年5月に刊行。

### 書籍
- 藤原聡『姉と弟　捏造の闇「袴田事件」の58年』岩波書店、2024年11月6日。ISBN 978-4-00-061668-3。

## 本事件が特集された番組
- 『0.1%の奇跡!逆転無罪ミステリー』（2020年9月21日、テレビ東京）
- ETV特集『雪冤（せつえん）〜ひで子と早智子の歳月〜』（2020年7月18日、NHK Eテレ）[81]
- NNNドキュメント'24『塀の外の死刑囚“袴田事件”58年後の再審裁判』（2024年6月10日、日本テレビ）

## ギネス認定
袴田は、「世界で最も長く収監されている死刑囚」として、75歳の誕生日である2011年3月10日付でギネス世界記録で認定されたが、2014年に取り消されている。認定の対象期間は、静岡地裁で死刑判決を受けた一審判決の1968年9月11日から2010年1月1日までの42年間である。